# Виленский еврейский учительский институт
Виленский еврейский учительский институт — педагогическое учебное заведение (учительский институт), расположенное на территории Виленского учебного округа Российской империи.
Открыт в городе Вильно, в 1873 году, на средства еврейской общины.

## История

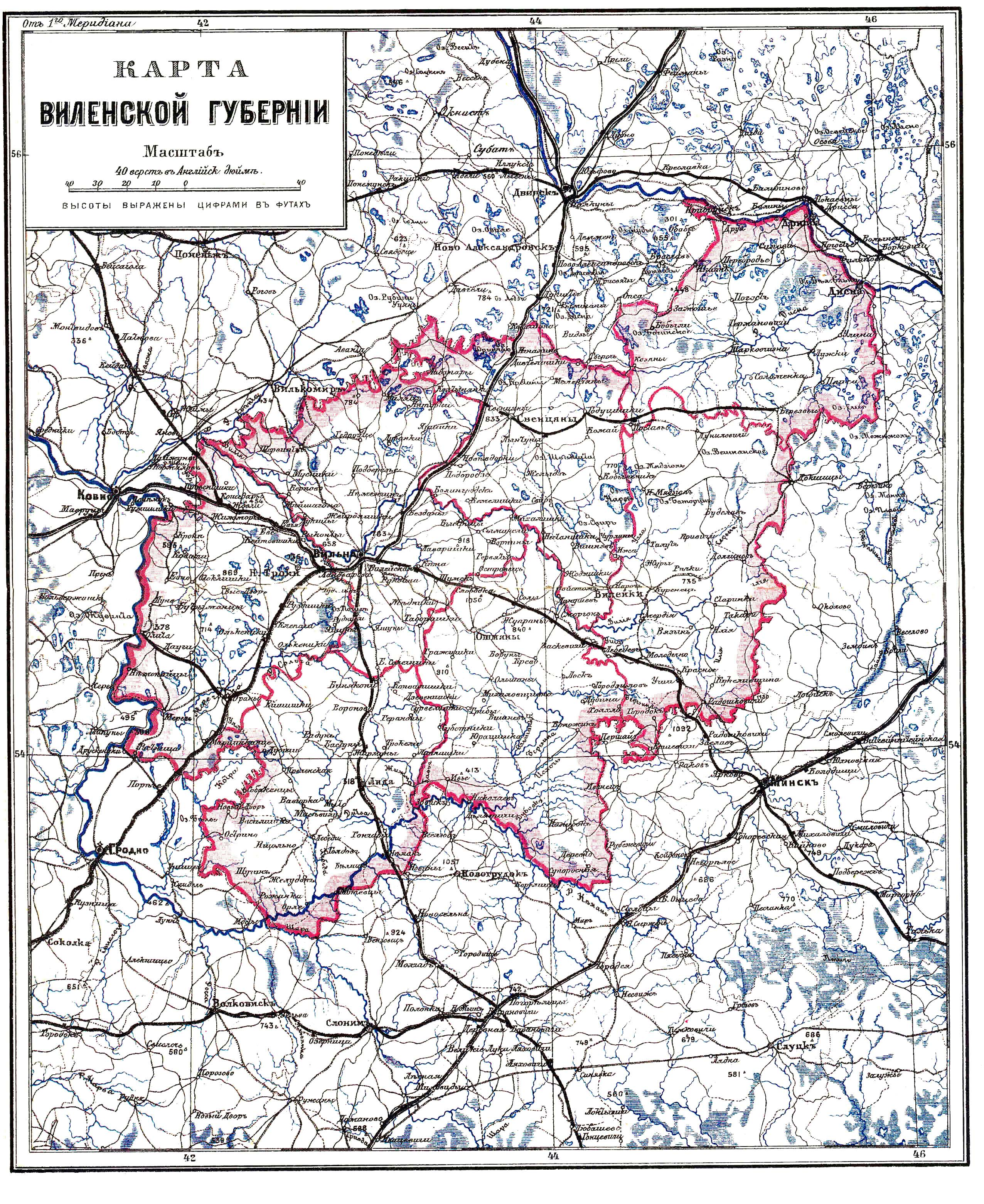
Виленская губерния, в 1878 году.

Виленская губерния Российской империи включала в себя часть уездов на юго-востоке современной Литвы и почти всю территорию Белоруссии, с русским, белорусским и еврейским населением. В связи с этим история института, располагавшегося в современном Вильнюсе, рассматривается в контексте развития образовательных учреждений в Белоруссии и Литве.
Развитие школ в Виленской губернии к началу 1870-х годов сдерживалось отсутствием учебных заведений, которые готовили бы кадры преподавателей. Но все проекты, исходившие из губернии, на долгие годы тормозились в бюрократической системе, а часто встречали и политическое противодействие. В результате случилось так, что финансируемый государством учительский институт для обучения православных граждан, первый проект которого был подан ещё в 1863 году князем А. П. Ширинским-Шихматовым, удалось открыть в Вильне только в 1876 году — на третий год после того, как усилиями частных инициаторов здесь же уже начал действовать еврейский учительский институт.
Еврейский учительский институт был образован в 1873 году из раввинского училища и имел статус среднего учебного заведения. Обучение в нём велось на русском языке, и его выпускники имели право преподавать только в еврейских начальных училищах. Энциклопедический словарь Брокгауза и Ефрона указывает, что численность учащихся в нём составляла 61 человек.

## Директора и преподаватели
Первым директором института в 1873–1878 годах был статский советник Иван Зоровавелевич (Павлович) Гвайта. Его служебную характеристику, а также этническое происхождение зафиксировал в своих воспоминаниях географ Ю. Д. Талько-Грынцевич, столкнувшийся с Гвайтой ещё будучи первоклассником Ковенской гимназии:

Математику у нас вел итальянский онемеченный еврей Гвайта из Митавы. Он хорошо владел русским языком и как человек очень ловкий старался лавировать между поляками и правительством— Талько-Грынцевич Ю. Д. Сибирские страницы жизни.
По свидетельствам студентов института, Гвайта «оставил в воспитанниках память доброжелательного начальника, заботливо, по-отечески входившего в подробности жизни и быта руководимого им заведения, с чисто немецкою (он был лютеранин) аккуратностью и педантическим усердием относившегося к своим собственным обязанностям и требовавшего такого же отношения к ним от других».
В 1878 году Гвайту определили директором Белостокского реального училища; в этой должности и скончался 1 февраля 1882 года. Его преемником в Вильно оказался Е. Г. Котельников, которого Я. Б. Каценельсон (учившийся в институте в 1880–1884 годах), в отличие от Гвайты, охарактеризовал как «антисемита и садиста».

## Известные выпускники
- С. Р. Мильштейн (окончил начальное училище при институте)
- Э. М. Хайкин — директор Частного мужского еврейского реального училища в Минске.
- А. И. Вайнштейн — председатель Бунда.
- З. А. Кисельгоф (1878—1939) — собиратель еврейских народных песен, педагог, основатель Петроградского еврейского учительского общества и один основателей Общества еврейской народной музыки, директор национальной еврейской школы и детского дома в Ленинграде.
- И. А. Хаит (1894  — 1938) — Ректор Одесского института народного образования